# Збірна Португалії з футзалу
Збірна Португалії з футзалу — національна збірна команда Португалії з футзалу, якою керує Португальська футбольна федерація. Найкращим результатом збірної на чемпіонатах світу є третє місце на турнірі 2000 року, на чемпіонаті Європи — чемпіонство на змаганнях 2018 року. Станом на лютий 2018 року збірна посідає шосте місце в рейтингу ФІФА.

## Виступи на турнірах

### Чемпіонат світу
| Чемпіонат світу з футзалу | Чемпіонат світу з футзалу | Чемпіонат світу з футзалу | Чемпіонат світу з футзалу | Чемпіонат світу з футзалу | Чемпіонат світу з футзалу | Чемпіонат світу з футзалу | Чемпіонат світу з футзалу | Чемпіонат світу з футзалу |
| Рік                       | Раунд                     | І                         | В                         | Н                         | П                         | ГЗ                        | ГП                        |                           |
| ------------------------- | ------------------------- | ------------------------- | ------------------------- | ------------------------- | ------------------------- | ------------------------- | ------------------------- | ------------------------- |
| 1989                      | Не брала участі           | Не брала участі           | Не брала участі           | Не брала участі           | Не брала участі           | Не брала участі           | Не брала участі           | Не брала участі           |
| 1992                      | Не кваліфікувалась        | Не кваліфікувалась        | Не кваліфікувалась        | Не кваліфікувалась        | Не кваліфікувалась        | Не кваліфікувалась        | Не кваліфікувалась        | Не кваліфікувалась        |
| 1996                      | Не кваліфікувалась        | Не кваліфікувалась        | Не кваліфікувалась        | Не кваліфікувалась        | Не кваліфікувалась        | Не кваліфікувалась        | Не кваліфікувалась        | Не кваліфікувалась        |
| 2000                      | 3-е місце                 | 8                         | 5                         | 0                         | 3                         | 23                        | 23                        |                           |
| 2004                      | Другий раунд              | 6                         | 3                         | 1                         | 2                         | 18                        | 8                         |                           |
| 2008                      | Перший раунд              | 4                         | 3                         | 0                         | 1                         | 15                        | 8                         |                           |
| 2012                      | Чвертьфінал               | 5                         | 2                         | 1                         | 2                         | 18                        | 14                        |                           |
| 2016                      | 4-е місце                 | 7                         | 4                         | 2                         | 1                         | 26                        | 11                        |                           |
| 2021                      | Чемпіон                   | 7                         | 5                         | 2                         | 0                         | 26                        | 12                        |                           |
| Всього                    | 6/9                       | 37                        | 22                        | 6                         | 9                         | 126                       | 76                        |                           |

### Чемпіонат Європи
| Чемпіонат Європи з футзалу | Чемпіонат Європи з футзалу | Чемпіонат Європи з футзалу | Чемпіонат Європи з футзалу | Чемпіонат Європи з футзалу | Чемпіонат Європи з футзалу | Чемпіонат Європи з футзалу | Чемпіонат Європи з футзалу | Чемпіонат Європи з футзалу |
| Рік                        | Раунд                      | І                          | В                          | Н                          | П                          | ГЗ                         | ГП                         |                            |
| -------------------------- | -------------------------- | -------------------------- | -------------------------- | -------------------------- | -------------------------- | -------------------------- | -------------------------- | -------------------------- |
| 1996                       | Не кваліфікувалась         | Не кваліфікувалась         | Не кваліфікувалась         | Не кваліфікувалась         | Не кваліфікувалась         | Не кваліфікувалась         | Не кваліфікувалась         | Не кваліфікувалась         |
| 1999                       | Перший раунд               | 3                          | 0                          | 2                          | 1                          | 4                          | 6                          |                            |
| 2001                       | Не кваліфікувалась         | Не кваліфікувалась         | Не кваліфікувалась         | Не кваліфікувалась         | Не кваліфікувалась         | Не кваліфікувалась         | Не кваліфікувалась         | Не кваліфікувалась         |
| 2003                       | Перший раунд               | 3                          | 1                          | 1                          | 1                          | 10                         | 12                         |                            |
| 2005                       | Перший раунд               | 3                          | 1                          | 0                          | 2                          | 9                          | 14                         |                            |
| 2007                       | 4-е місце                  | 5                          | 2                          | 1                          | 2                          | 13                         | 7                          |                            |
| 2010                       | Віце-чемпіон               | 5                          | 1                          | 2                          | 2                          | 12                         | 14                         |                            |
| 2012                       | Чвертьфінал                | 3                          | 2                          | 0                          | 1                          | 7                          | 5                          |                            |
| 2014                       | 4-е місце                  | 5                          | 2                          | 1                          | 2                          | 18                         | 17                         |                            |
| 2016                       | Чвертьфінал                | 3                          | 1                          | 0                          | 2                          | 9                          | 11                         |                            |
| 2018                       | Чемпіон                    | 5                          | 5                          | 0                          | 0                          | 23                         | 9                          |                            |
| 2022                       | Чемпіон                    | 6                          | 6                          | 0                          | 0                          | 19                         | 9                          |                            |
| Всього                     | 10/12                      | 41                         | 21                         | 7                          | 13                         | 124                        | 104                        |                            |